# Saturn Relay
Saturn Relay ― мінівен, що вироблявся підрозділом General Motors Saturn з 2004 по 2006 роки.

## Опис

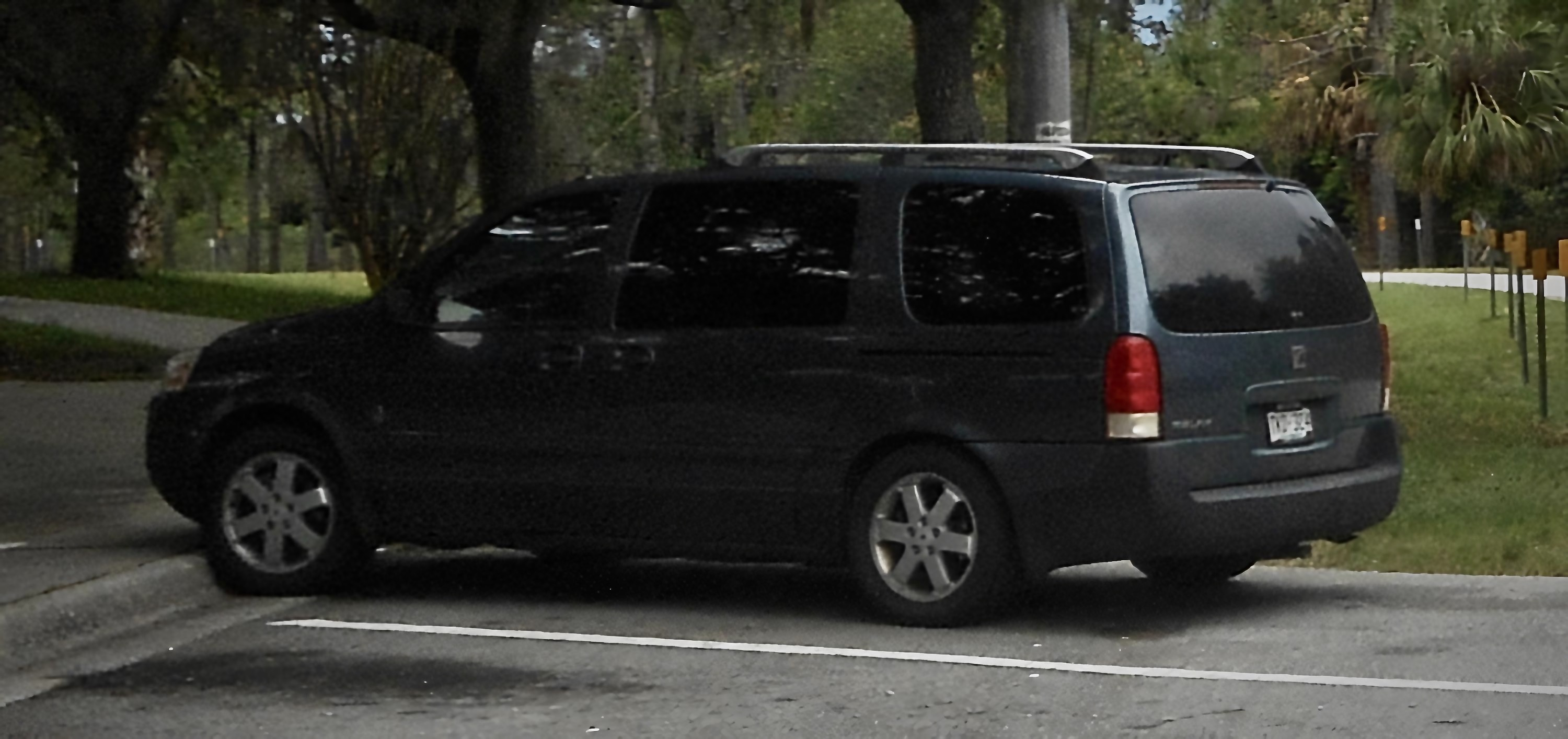

Relay був представлений з 3,5 літровим двигуном V6 LX9, потужність якого становить 200 к.с. (149 кВт) і 300 Нм крутного моменту. 
В 2006 році був доданий V6 LZ9 об’ємом 3,9 літри та потужністю 240 к.с. (179 кВт) та 332 Нм крутного моменту. У 2007 році 3,5-літровий V6 був відкинутий, залишивши 3,9-літровий двигун як базовий. Відповідно, опціональна система повного приводу також була відкинута.
Ціни на Relay починалися з 22,850 доларів. Були доступні комплектації 1, 2 та 3. 
Relay 3 був доступний з переднім або повним приводом. Relay вміщає сім пасажирів за допомогою складних/знімних капітанських крісел другого ряду та лавки третього ряду 50/50. Третій ряд складається, але не повністю в підлогу. Асистент OnStar та задня розважальна система DVD були доступні на всіх Relay. Навігація була опцією на Relay в комплектації 3. 
Relay був знятий з виробництва у 2006 році та був замінений Saturn Outlook.

## Двигуни
- 3,5 л LX9 V6 (бензин)
- 3,9 л LZ9 V6 (бензин)
- 3,9 л LGD V6 (бензин + E85)

## Продажі
| Календарний рік | Продажі в США |
| --------------- | ------------- |
| 2004            | 1563          |
| 2005            | 15,758        |
| 2006            | 7,171         |
| 2007            | 1474          |
| 2008            | 163           |